# Palicourea kirkbrideae
Palicourea kirkbrideae är en måreväxtart som beskrevs av Charlotte M. Taylor. Palicourea kirkbrideae ingår i släktet Palicourea och familjen måreväxter. Inga underarter finns listade i Catalogue of Life.